# Coll del Ballon d'Alsace
El coll del Ballon d'Alsace (1.178 m) és un port de muntanya que es troba prop del cim del Ballon d'Alsace (1.247 m), a la serralada dels Vosges, a França. El coll enllaça Saint-Maurice-sur-Moselle (Vosges) amb Masevaux (Alt Rin) i Belfort.
El Ballon d'Alsace és considerant la primera ascensió oficial del Tour de França, l'11 de juliol de 1905, tot i que el Tour havia creuat el coll de la République (1.161 m) en les dues edicions precedents. El primer ciclista que passà pel cim del Ballon fou René Pottier, en una etapa que fou guanyada per Hippolyte Aucouturier. La novena etapa de l'edició del 2005 va tornar a passar pel coll per celebrar el centenari de l'efemèride.

## Detalls de l'ascensió
Des de Saint-Maurice-sur-Moselle (nord), l'ascensió té 9,0 km en què se superen 619 m de desnivell a una mitjana del 6,9%. Des del sud, l'ascensió comença a Malvaux, 4,5 km al nord de Giromagny. L'ascensió fa 12,4 km en què se superen 643 m, amb un desnivell mitjà del 5,2%. Des de Sewen (est), l'ascensió té 13,2 km de llargada al 5,1%, en què se superen 678 metres de desnivell. Aquest ascens s'inicia a la D466 i s'uneix a la ruta del sud després de 10 km, al Col du Langenberg (1.060 m). El tram central d'aquesta ascensió supera el 8% de desnivell.

## Tour de França
El Ballon d'Alsace va ser superat per primera vegada al Tour de França en la segona etapa del Tour de 1905, entre Nancy i Dijon. En els primers dos Tours de França, la carrera havia creuat el Coll de la République (1161 m) al sud de Saint-Etienne. Després d'una sèrie d'incidents violents que van tenir lloc al Coll de la República el 1904, l'organitzador de la cursa, Henri Desgrange va decidir buscar nous reptes pels ciclistes, alhora que la cursa guanyava en publicitat i es distreia al públic de l'engany que havia tingut lloc el 1904.
Tot i que només és 17 metres més alt que el Coll de la République, l'ascensió al Ballon d'Alsace era més pronunciada i Desgrange va declarar que cap ciclista seria capaç de passar-hi pedalant pel cim. René Pottier va ser el primer a passar pel cim, tot i que va ser superat per Hippolyte Aucouturier abans de l'arribada a Besançon. Malauradament Pottier es va veure obligat a retirar-se de la cursa l'endemà.

### Passos del Tour de França
El Tour de França creuà el coll del Ballon d'Alsace cada any entre 1905 i 1914 i cinc vegades durant la dècada de 1930. Des de la Segona Guerra Mundial s'ha superat amb molta menys freqüència, sent la més recent el 2005 per commemorar el centenari del primer pas. El Tour ha superat la muntanya en vint ocasions durant la seva història.
| Any  | Etapa | Categoria | Inici      | Final       | Primer al cim                               |
| ---- | ----- | --------- | ---------- | ----------- | ------------------------------------------- |
| 2005 | 9     | 2         | Gérardmer  | Mulhouse    | Michael Rasmussen (DEN)                     |
| 1997 | 18    | 2         | Colmar     | Montbéliard | Didier Rous (FRA)                           |
| 1982 | 2     | 1         | Basilea    | Nancy       | Bernard Vallet (FRA)                        |
| 1961 | 6     | 2         | Estrasburg | Belfort     | Jozef Planckaert (BEL)                      |
| 1952 | 8     | 2         | Nancy      | Mulhouse    | Raphaël Géminiani (FRA)                     |
| 1937 | 4     |           | Metz       | Belfort     | Erich Bautz (GER)                           |
| 1936 | 4     |           | Metz       | Belfort     | Federico Ezquerra (ESP)                     |
| 1934 | 4     |           | Metz       | Belfort     | Félicien Vervaecke (BEL)                    |
| 1933 | 4     |           | Metz       | Belfort     | Vicente Trueba (ESP)                        |
| 1930 | 18    |           | Belfort    | Metz        | Antonin Magne (FRA)                         |
| 1914 | 13    |           | Belfort    | Longwy      | Henri Pélissier (FRA) / Jean Alavoine (FRA) |
| 1913 | 13    |           | Belfort    | Longwy      | Marcel Buysse (BEL)                         |
| 1912 | 3     |           | Longwy     | Belfort     | Odile Defraye (BEL)                         |
| 1911 | 3     |           | Longwy     | Belfort     | François Faber (LUX)                        |
| 1910 | 3     |           | Metz       | Belfort     | Emile Georget (FRA)                         |
| 1909 | 3     |           | Metz       | Belfort     | François Faber (LUX)                        |
| 1908 | 3     |           | Metz       | Belfort     | Gustave Garrigou (FRA)                      |
| 1907 | 3     |           | Metz       | Belfort     | Emile Georget (FRA)                         |
| 1906 | 3     |           | Nancy      | Dijon       | René Pottier (FRA)                          |
| 1905 | 2     |           | Nancy      | Besançon    | René Pottier (FRA)                          |

Notes
1. ↑  El 1997 el Tour sols arribà fins al coll de Langenberg (1.060 m) en la unió de la D465 i D466.

### Final d'etapa al Tour de França
Entre 1967 i 1979 el Tour tingué quatre finals d'etapa al cim del coll del Ballon d'Alsace.
| Any  | Etapa | Inici de l'etapa | Distància (km) | Categoria de l'ascensió | Vencedor d'etapa                | Mallot groc          |
| ---- | ----- | ---------------- | -------------- | ----------------------- | ------------------------------- | -------------------- |
| 1979 | 13    | Metz             | 202            | 1                       | Pierre-Raymond Villemiane (FRA) | Joop Zoetemelk (NED) |
| 1972 | 17    | Pontarlier       | 213            | 1                       | Bernard Thévenet (FRA)          | Eddy Merckx (BEL)    |
| 1969 | 6     | Mulhouse         | 133.5          | 1                       | Eddy Merckx (BEL)               | Eddy Merckx (BEL)    |
| 1967 | 8     | Estrasburg       | 215            | 2                       | Lucien Aimar (FRA)              | Roger Pingeon (FRA)  |